# Hang Massive
Hang Massive est un groupe britannique d'ambient et new age. Le groupe est composé de deux musiciens jouant du hang : le Britannique Danny Cudd et le Suédois Markus Johansson (dit Markus Offbeat). Ils jouent ensemble depuis 2010 et ont acquis une notoriété mondiale en jouant dans plus de vingt pays depuis la création de leur ensemble.

## Histoire

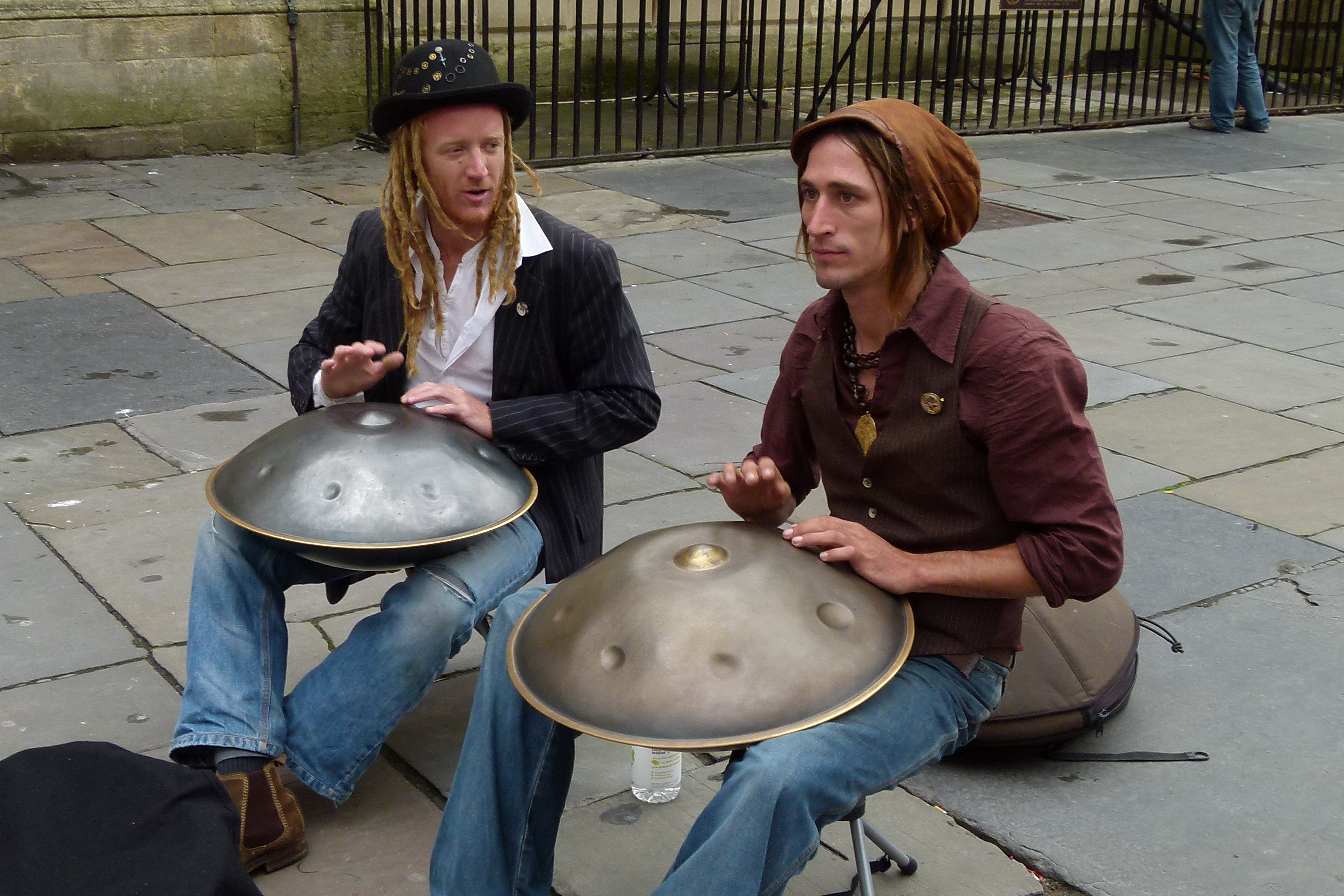
Représentation à Bath en 2011.

La politique des musiciens est de compter sur des donations spontanées de leurs fans et de donner libre accès à leur musique. Le groupe fait régulièrement appel à des dons pour soutenir ses différents projets (sortie d'albums, enregistrements et autres), et il se lance depuis 2015 dans la vente de produits dérivés (t-shirts et bijouterie principalement). Ces produits dérivés sont les résultats d'une stratégie de publicité autant qu'un moyen pour subvenir aux besoins financiers du groupe. Les clips vidéo de leur musique ont été visionnés plus de 10 millions de fois pour certaines chansons sur YouTube. Fin 2015, leur compteur de vues sur YouTube comptait plus de 21 millions de vues et une centaine de milliers d'abonnés à leur chaîne. Début septembre 2024, le nombre de vues de leur chaîne YouTube affichait 128 millions de vues et 600'000 abonnés.

## Membres
Les deux membres du duo se sont rencontrés en Inde en 2010. Danny Cudd est originaire de Grande-Bretagne. Il a par ailleurs sorti plusieurs albums solo: Timelessly Free (2011) et Released Upon Inception (2012). Markus Johansson, lui, est originaire de Suède. Il a choisi comme nom de scène Markus Offbeat.
Le duo invite régulièrement d'autres artistes, soit à participer à l'enregistrement de leurs morceaux, soit à faire des remixes de morceaux existants. Les artistes avec lesquels Hang Massive joue de manière plus ou moins régulière sont Victoria Grebezs, The Many Rivers Ensemble, Bleecker (alias Adam Winchester) et Digital Samsara.

## Discographie

### Albums studio
- 2012 : Beats For Your Feet
- 2013 : As It Is
- 2015 : Distant Light
- 2017 : Celestial Colour
- 2018 : Luminous Emptiness

### Singles
- 2013 : Upwelling (sortie en mars 2013)
- 2014 : Hang On (sortie en avril 2014)

### EP
- 2013 : Once Again (sortie en novembre 2013)
- 2015 : Marine Migration (sortie en juin 2015)